# John Drinkwater
Pour les articles homonymes, voir Drinkwater.
Ne pas confondre avec l'historien John F. Drinkwater.
John Drinkwater est un dramaturge et poète anglais né le 1er juin 1882 à Leytonstone (Londres) et mort le 25 mars 1937 à Londres.

## Biographie
John Drinkwater est le fils de l'acteur et auteur Albert Edwin Drinkwater (1851–1923) et de son épouse Annie Beck (née Brown) ; il travaille comme employé d'assurances. Peu avant la  Première Guerre mondiale, il appartient au groupe de poètes associés au village de Dymock dans le Gloucestershire, avec Rupert Brooke et d'autres.
Il remporte un premier succès en 1918 avec sa pièce Abraham Lincoln. Il poursuit dans cette veine avec Mary Stuart et Oliver Cromwell. En 1924, sa pièce sur  Lincoln est adaptée au cinéma dans un film de Lee de Forest et J. Searle Dawley, avec Frank McGlynn Sr. dans le rôle titre ; le film est un phonofilm.
Il publie des poèmes depuis la parution de The Death of Leander en 1906; le premier  volume de ses Collected Poems est publié en 1923. Il publie aussi des anthologies et écrit des critiques littéraires  (par exemple Swinburne: an estimate (1913)) et plus tard il dirige le Birmingham Repertory Theatre.
Il était marié avec Daisy Kennedy, ancienne femme de Benno Moiseiwitsch.
Ses archives réunies par sa belle-fille sont à l'université de Birmingham.
John Drinkwater a enregistré pour la société internationale éducationnelle des conférences de Columbia Records des séries de conférences. La conférence 10 est intitulée The Speaking of Verse (quatre 78 tours, cat. n° D 40018-40019) et la conférence 70 John Drinkwater reading his own poems (quatre 78 tours, cat n° D 40140-40141).

## Hommages

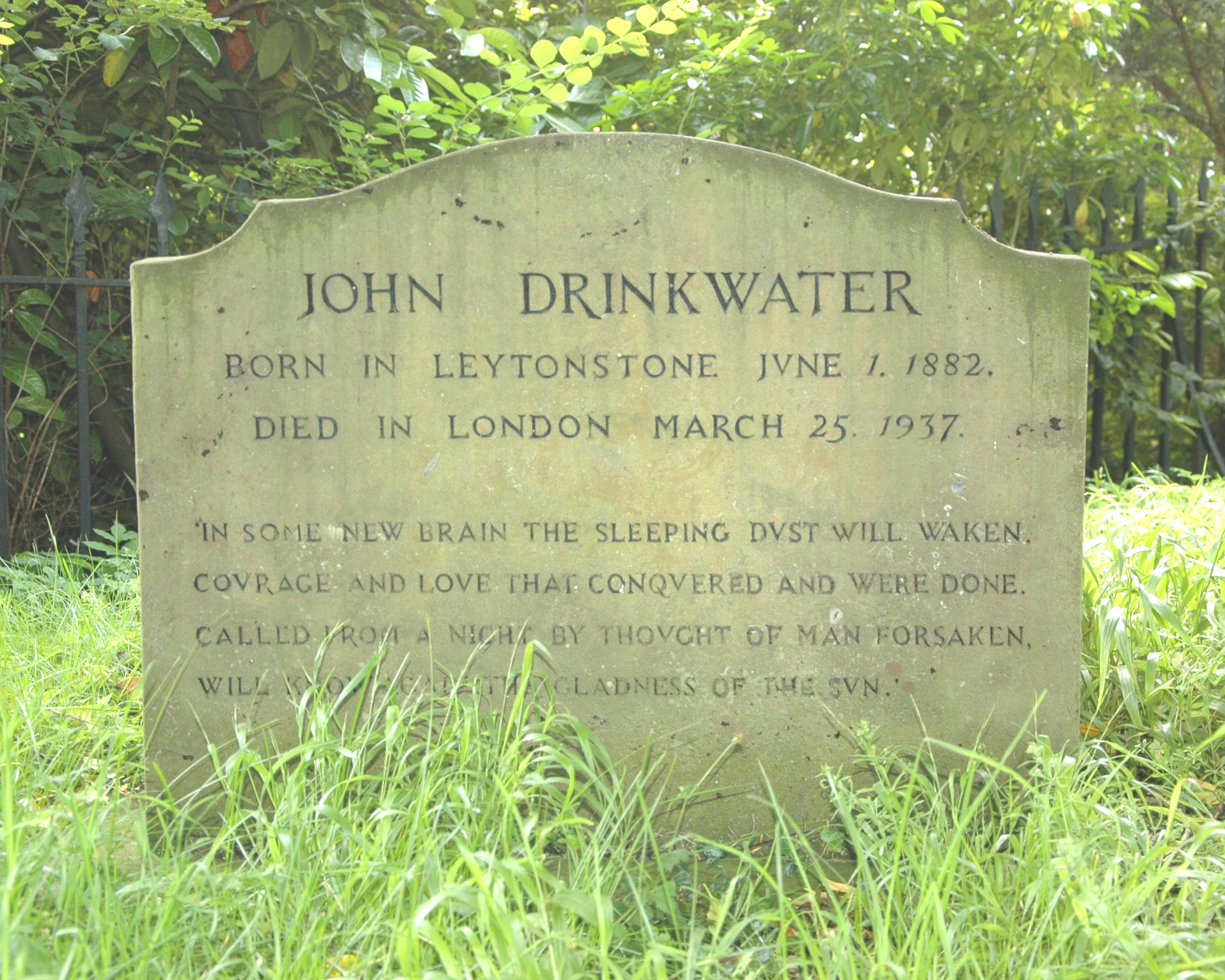
Sépulture de Drinkwater à Piddington dans l'Oxfordshire.